# Códigos de área 610 y 484

Mapa del estado de Pennsylvania, en rojo el área de los códigos 610, 484 y el (futuro) 835

610 y 484 son unos códigos de área estadounidenses que cubren la parte oriental y suroriental del estado de Pensilvania. El área incluye territorios al oeste de Filadelfia, junto con las ciudades de Allentown, Bethlehem y Reading, así como la mayor parte del Valle de Delaware. 

## Historia
Implantados en anticipación a la saturación del código de área 215, el código 610 se creó por la división de aquel, el 8 de enero de 1994, siendo el primer código creado en el estado tras la implantación nacional del sistema en 1947.
El rápido crecimiento de la población obligó a la implantación de un código de área suplementario, el 484, que comenzó a prestar servicio el 5 de junio de 1999.
Adicionalmente se hicieron los preparativos para la introducción de un código más en el estado, el 835, el cual debería haber entrado en servicio en el año 2001 pero la revisión de los bloques de números telefónicos preasignados ha hecho innecesaria esta medida, siendo retirados los planes para este código en 2005, aunque permanece reservado para su futuro uso en caso de ser necesario.

## Condados en lo sque se utilizan estos códigos
- Condado de Berks (parcialmente)
- Condado de Bucks (parcialmente)
- Condado de Chester (parcialmente)
- Condado de Delaware
- Condado de Lancaster (parcialmente)
- Condado de Lebanon (parcialmente)
- Condado de Lehigh (parcialmente)
- Condado de Montgomery (parcialmente)
- Condado de Northamptonn (parcialmente)
- Condado de Carbon (parcialmente)
- Condado de Monroe (parcialmente)
- Condado de Schuylkill(parcialmente)